# Калинкин, Михаил Алексеевич
Михаил Алексеевич Кали́нкин (17 ноября 1934, с. Иная Слобода, Шацкий район, Рязанская область, РСФСР, СССР — 17 августа 2016) — ведущий научный сотрудник Экологического центра Министерства обороны РФ, главный эксперт Федеральной системы сертификации космической техники, лауреат Государственной премии СССР, генерал-майор.
Сын — военный бард Михаил Михайлович Калинкин.

## Биография
В 1956 году — окончил Московское авиационное радиотехническое училище.
С 1956 года служил в должности техника по радио и радио-навигационному оборудованию учебного полка Омского авиационного училища, затем — в должности начальника группы регламентных работ по радио и радиотехническому обеспечению.
В 1965 году окончил Ленинградскую военную инженерную Краснознамённую Академию имени А. Ф. Можайского (сейчас это — Военно-космическая академия имени А. Ф. Можайского).
С 1965 года служил в различных частях Командно-измерительного комплекса, который обеспечивал связь с космическими аппаратами.
С 1977 года — начальник управления — главный инженер Центра Командно-измерительного комплекса, начальник штаба — заместитель начальника Главного научно-исследовательского испытательного центра космических средств (ГНИИЦ КС) Министерства обороны СССР, с 1983 по 1991 годы — заместитель начальника ГНИИЦ КС по научной и испытательной работе.
В 1983 году окончил Высшие офицерские курсы при Военном инженерном Краснознамённом институте имени А.Ф. Можайского, и после защиты диссертации ему была присвоена учёная степень кандидата технических наук.
Постановлением Совета Министров СССР в 1985 году ему было присвоено воинское звание «генерал-майор».
В 1992 году был уволен в запас.
До 2004 года работал ведущим научным сотрудником в Экологическом центре Министерства обороны Российской Федерации, Центральном научно-исследовательском институте машиностроения (ЦНИИмаш, город Королёв, Московской области).
В 1995 году он избран членом-корреспондентом Российской академии космонавтики имени К. Э. Циолковского, и в этом же году ему было присвоено учёное звание профессора.
Похоронен на Троекуровском кладбище (Москва).

## Научная и общественная деятельность
Внёс значительный вклад в развитие Военно-космических сил.
Участвовал в обеспечении полётов межпланетных автоматических станций «Венера-15», «Венера-16», «Вега», «Фобос»; в разработке и организации системы эксплуатации средств управления космическими аппаратами, дооснащении центра управления космическими аппаратами и командно-измерительных пунктов новой техникой; способствовал созданию автоматизированных систем управления командно-измерительными комплексами, в руководстве работами по программам создания запасных центров и пунктов управления.
В июле 1975 года, будучи Начальником КИП-6 занимался обеспечением программы совместного полёта советского космического корабля «Союз-19» и американского космического корабля «Аполлон» (программа «ЭПАС»).
Автор 120 научных работ, 27 изобретений.

## Награды и звания
- Орден Ленина
- Орден Трудового Красного Знамени
- Государственная премия СССР (1989)
- медали